# Rehabilitationsträger
Als Rehabilitationsträger werden in Deutschland diejenigen Sozialleistungsträger bezeichnet, die Leistungen zur Rehabilitation und Teilhabe behinderter Menschen nach dem Neunten Buch Sozialgesetzbuch (SGB IX) erbringen.
Leistungen zur medizinischen Rehabilitation sind in § 29 Abs. 1 Nr. 1a–e SGB I, § 42 SGB IX genannt, Leistungen zur Teilhabe in § 4, § 5, §§ 49 ff. SGB IX.
Rehabilitationsträger können nach § 29 Abs. 2 HS 1 SGB I, § 6 Abs. 1 in Verbindung mit § 5 SGB IX sein
- die gesetzlichen Krankenkassen für Leistungen zur medizinischen Rehabilitation sowie unterhaltssichernde und andere ergänzende Leistungen
- die Bundesagentur für Arbeit für Leistungen zur Teilhabe am Arbeitsleben sowie unterhaltssichernde und andere ergänzende Leistungen
- die Träger der gesetzlichen Unfallversicherung für Leistungen zur medizinischen Rehabilitation, zur Teilhabe am Arbeitsleben, für unterhaltssichernde und andere ergänzende Leistungen sowie Leistungen zur sozialen Teilhabe; für Kinder während des Besuchs von Tageseinrichtungen, Schüler und Studenten auch für Leistungen zur Teilhabe an Bildung
- die Träger der gesetzlichen Rentenversicherung und die Träger der Alterssicherung der Landwirte für Leistungen zur medizinischen Rehabilitation, zur Teilhabe am Arbeitsleben sowie für unterhaltssichernde und andere ergänzende Leistungen
- die Träger der Kriegsopferversorgung und der Kriegsopferfürsorge im Rahmen des Rechts der sozialen Entschädigung bei Gesundheitsschäden (§ 5 SGB I) für alle Leistungsgruppen des § 5 Nr. 1–5 SGB IX
- die Träger der öffentlichen Jugendhilfe und
- die Träger der Eingliederungshilfe für Leistungen zur medizinischen Rehabilitation, zur Teilhabe am Arbeitsleben, Leistungen zur Teilhabe an Bildung und zur sozialen Teilhabe

Alle Rehabilitationsträger sind verpflichtet, die behinderten Menschen umfassend über die möglichen Rehabilitationsmaßnahmen zu informieren und zu beraten (§ 12 SGB IX). Für eine trägerübergreifende Beratung  im Antrags- und Leistungsverfahren gab es bis zum 31. Dezember 2017 gemeinsamen Servicestellen (§ 241 Abs. 7 SGB IX, § 22 SGB IX a.F.). Mit Inkrafttreten des Bundesteilhabegesetzes (BTHG) sind diese ersatzlos entfallen.
In die Regelungen zur Sicherung der Erwerbsfähigkeit sind auch die Bundesagentur für Arbeit durch gutachterliche Stellungnahmen zu Notwendigkeit, Art und Umfang von Leistungen unter Berücksichtigung arbeitsmarktlicher Zweckmäßigkeit (§ 54 SGB IX) und die Integrationsämter, die selbst keine Rehabilitationsträger sind, zur Klärung eines Hilfebedarfs im Sinne des Schwerbehindertenrechts eingebunden (§ 10 SGB IX).